# Hemichela micrasterias
Hemichela micrasterias là một loài nhện biển trong họ Ammotheidae. Loài này thuộc chi Hemichela. Hemichela micrasterias được miêu tả khoa học năm 1954 bởi Stock.